# 3180 Morgan
3180 Morgan (1962 RO) là một tiểu hành tinh vành đai chính được phát hiện ngày 7 tháng 9 năm 1962 bởi Đài thiên văn Goethe Link ở Brooklyn.